# 中港新城站
中港新城站是位於臺灣臺中市西屯區的臺灣大道幹線公車站。2014年8月17日啟用時，為台中BRT藍線車站，2015年7月8日轉型為臺灣大道幹線公車站。

## 車站歷史
- 2014年8月17日：正式啟用。
- 2015年7月8日：臺中市快捷巴士系統廢除後，原藍線車站改為臺中市公車臺灣大道幹線的公車站，有臺中市公車300路、301路、302路、303路、304路、305路、306路、307路、308路停靠本站。[1]
- 2017年5月26日：增停機場接駁公車A2路。[2]
- 2017年7月7日：增停309路公車。[3] [4]

## 車站概要
車站位於臺灣大道四段與中工三路路口地面，於2014年8月17日正式啟用。

## 車站結構

### 車站車道配置
| 慢車道           |                                  |
| 側式月台（西行） |                                  |
| 公車專用車道     | ← 駛往靜宜大學方向（澄清醫院站） |
| 快車道           | 臺灣大道四段                     |
| 快車道           | 臺灣大道四段                     |
| 公車專用車道     | →駛往臺中火車站方向（福安站） →  |
| 側式月台（東行） |                                  |
| 慢車道           |                                  |

### 車站出入口
中港新城站為兩座地面車站，單向共1處出口，雙向共2處。
- 東行站（往臺中火車站方向）出口設置位置：臺灣大道四段中工三路口。
- 西行站（往靜宜大學方向）出口設置位置：臺灣大道四段中工三路口。

## 慢車道公車轉乘資訊
- 中港新城：28、48、49、60、63、69、75、77、323、324、325、326、351、356

1. ↑  公共運輸處於6月18日公佈優化公車專用道9條公車路線圖 （页面存档备份，存于），臺中市交通局，2015-06-22
2. ↑  .   [2017-07-09]. （原始内容存档于2017-07-03）.
3. ↑  .   [2017-07-09]. （原始内容存档于2017-07-07）.
4. ↑  .   [2017-07-09]. （原始内容存档于2017-07-20）.